# كامبو دي جوفي
كامبو دي جوفي (بالإيطالية: Campo di Giove)‏ هي بلدية في مقاطعة لاكويلا في إقليم أبروتسو الإيطالي.

## السكان
في سنة 1861 بلغ عدد السكان 1٬080 نسمة، وتطور العدد ليصل في سنة 2011 لـ 847 نسمة.
يظهر هذا المخطط البياني تطور النمو السكاني لـ كامبو دي جوفي